# Prasselört
Prasselört (Paronychia argentea) är en nejlikväxtart som beskrevs av Jean-Baptiste de Lamarck. Prasselört ingår i släktet prasselörter, och familjen nejlikväxter. Arten har ej påträffats i Sverige.

## Bildgalleri

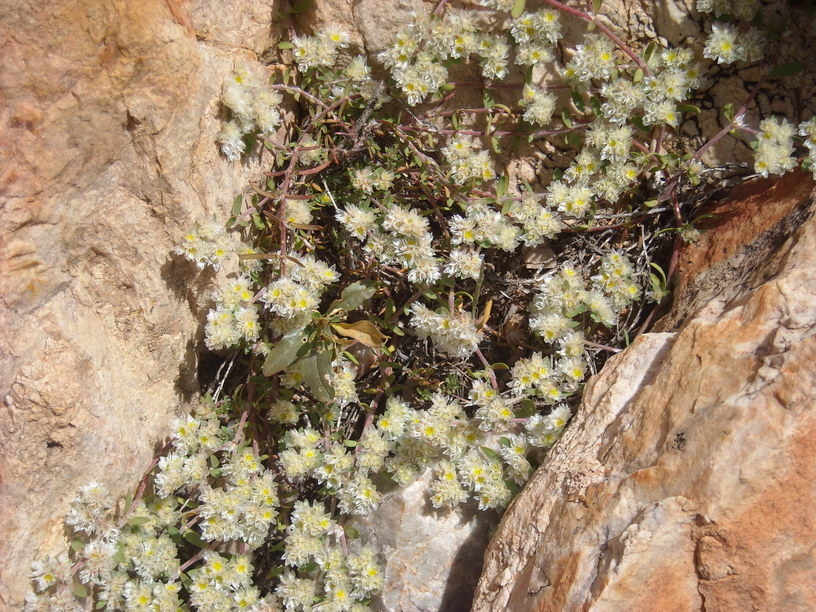
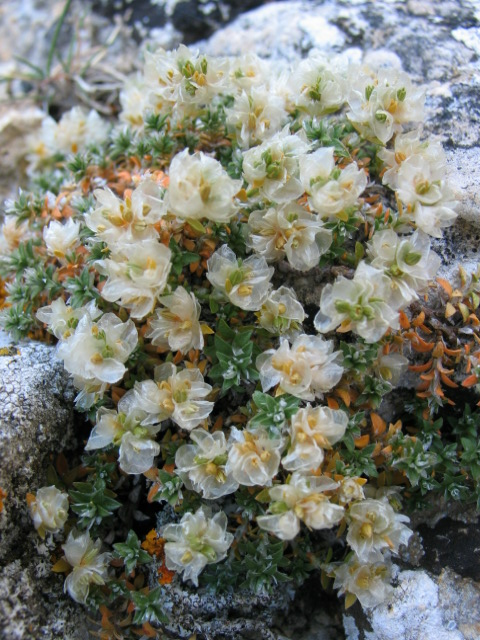
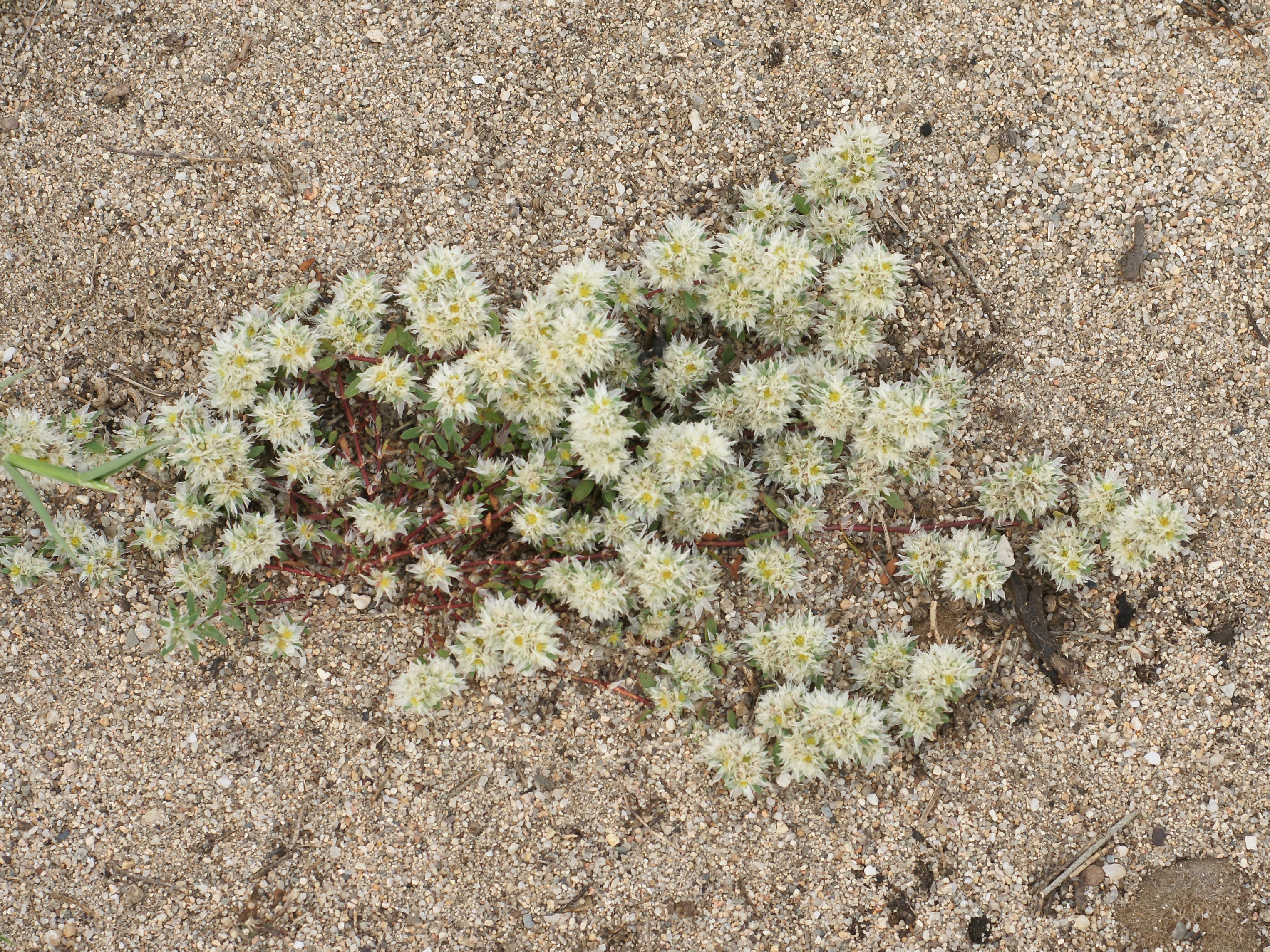
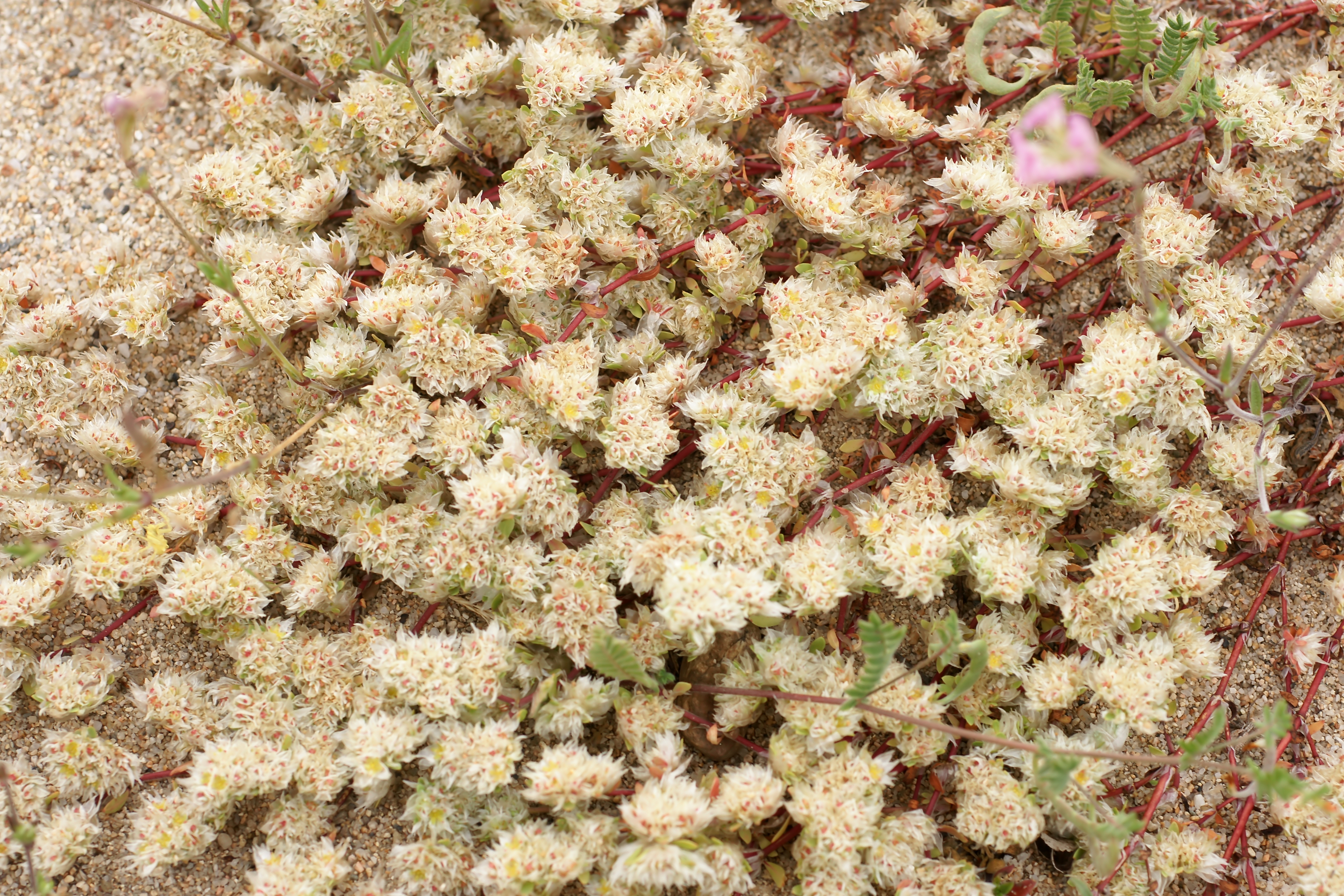
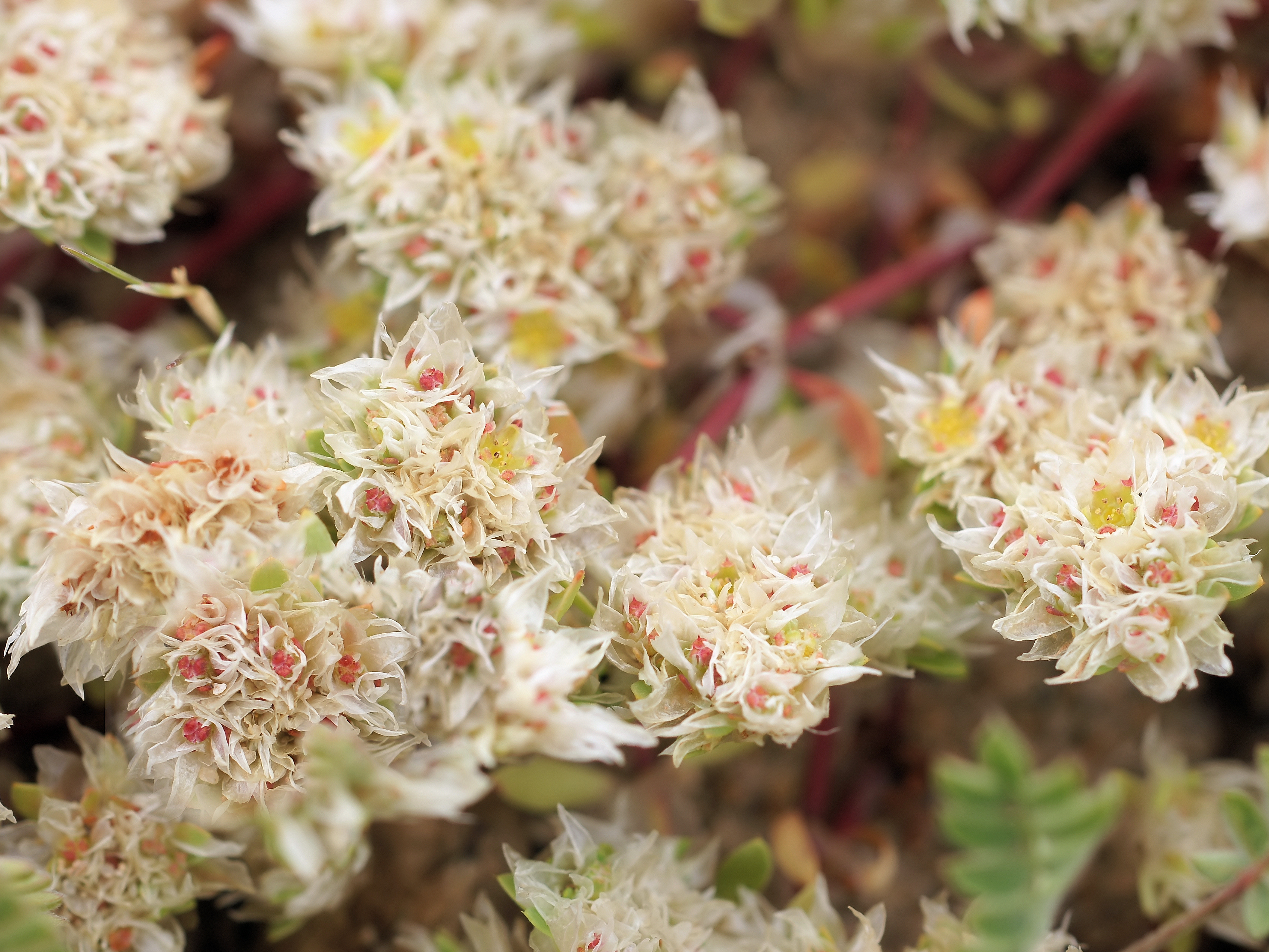
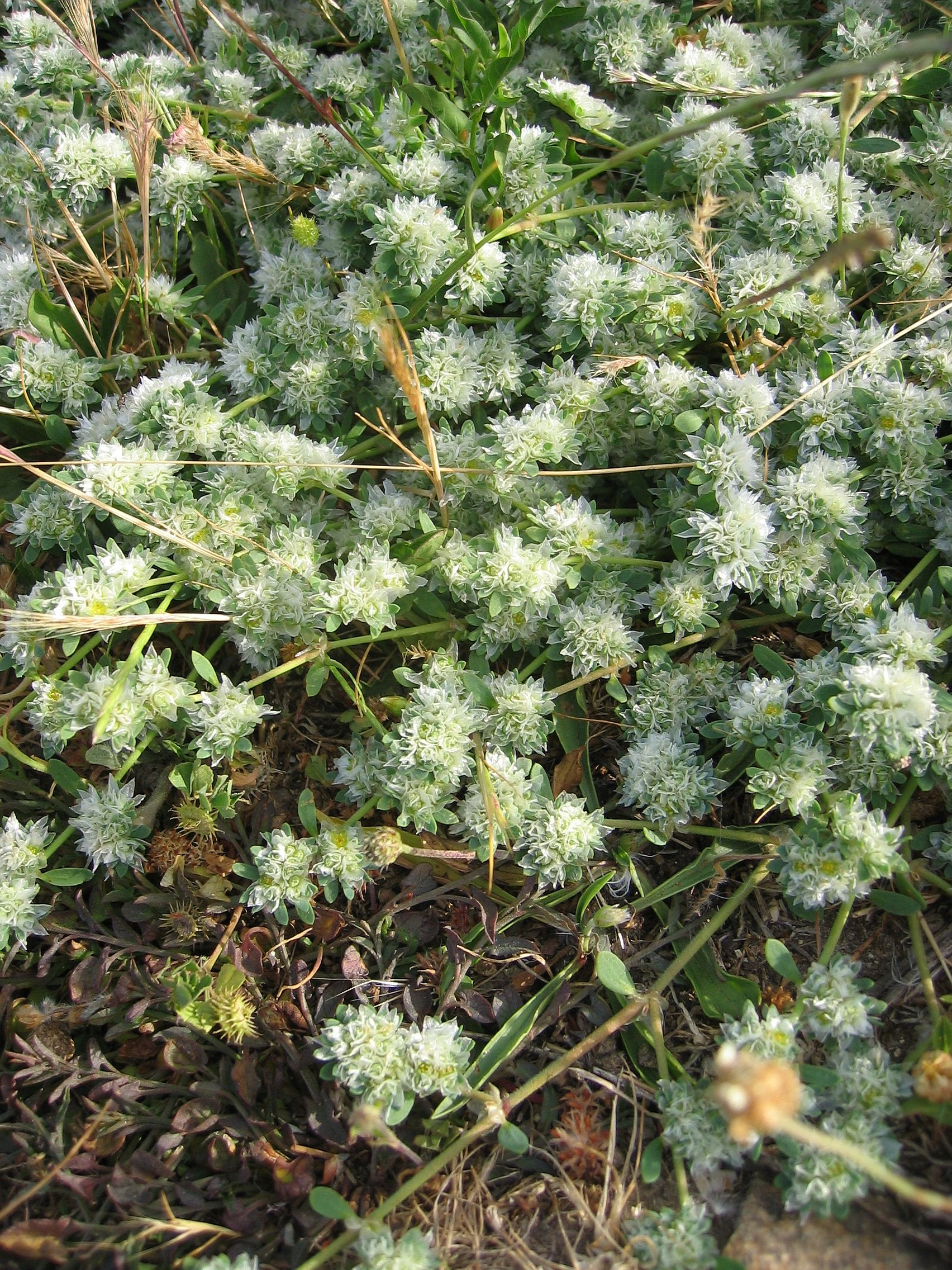